# Fågel Fenix (tidskrift)
Fågel Fenix var en finlandssvensk tidskrift, utgiven i Helsingfors 1975–1977. 
Fågel Fenix förde fram individualistiska kulturyttringar i protest mot den politiskt dominerande konstsynen i 1970-talets Finland. Tidskriften blev en formlig plantskola för unga finlandssvenska författare. Bland medarbetarna återfanns Marianne Backlén, Martin Enckell, Joakim Groth, Kjell Lindblad och Thomas Wulff.